# Día de la Higiene Menstrual
El Día de la Higiene Menstrual, también conocido posteriormente como Día Internacional de la Higiene Menstrual y Día Internacional de la Salud y Dignidad Menstrual, es una iniciativa celebrada el 28 de mayo con el objetivo de terminar con la pobreza menstrual, concientizar sobre higiene y gestión menstrual deficiente, como así también modificar percepciones negativas o estigmas en torno a la menstruación. La ONG alemana WASH United comenzó el proyecto en 2013. La fecha alude a la duración promedio del ciclo menstrual y sangrado. Desde 2014 se realizan actividades conjuntas con asociaciones y empresas miembro de la coalición de WASH United y se festeja a nivel global con talleres, seminarios, discursos, campañas en medios, proyecciones audiovisuales, marchas y exhibiciones. En 2018 cuatrocientas organizaciones participaron del día a nivel global, y en 2019 se produjeron 726 eventos en 74 países.
La Organización Mundial de la Salud define el Día de la Higiene Menstrual como una oportunidad para integrar medidas relacionadas con la gestión menstrual en programas y políticas a nivel global, nacional y local.

## Historia

### Antecedente
A inicios de la década del 2000 se observaron las primeras iniciativas orientadas a establecer la gestión menstrual como una problemática de salud pública. Hasta ese momento, el manejo de la menstruación era considerado un asunto de índole privada y personal, un tabú y, en algunos contextos, aún se la valora como una condición «socialmente estigmatizante» con la presencia de fenómenos «inevitables» como la vergüenza menstrual. Programas asociados al Agua, saneamiento e higiene (ASH) enfocan esfuerzos en garantizar el acceso de mujeres y niñas, particularmente de países aún no desarrollados, a información sobre salud reproductiva y menstrual, como así también mejorar la infraestructura de saneamiento y la distribución de insumos de higiene. Dicho enfoque contempla la brecha de género en la educación como uno de los condicionantes para un manejo deficiente de la gestión menstrual.
En las campañas participan en conjunto organizaciones no gubernamentales, fundaciones, el sector privado de la industria de productos de higiene y órganos de gobierno, con fondos públicos y privados sustentados a través de donaciones. La gestión menstrual forma parte del Programa de seguimiento conjunto de la Organización Mundial de la Salud y UNICEF, y se encuadra a su vez dentro de los Objetivos de Desarrollo Sostenible planteados en 2015.

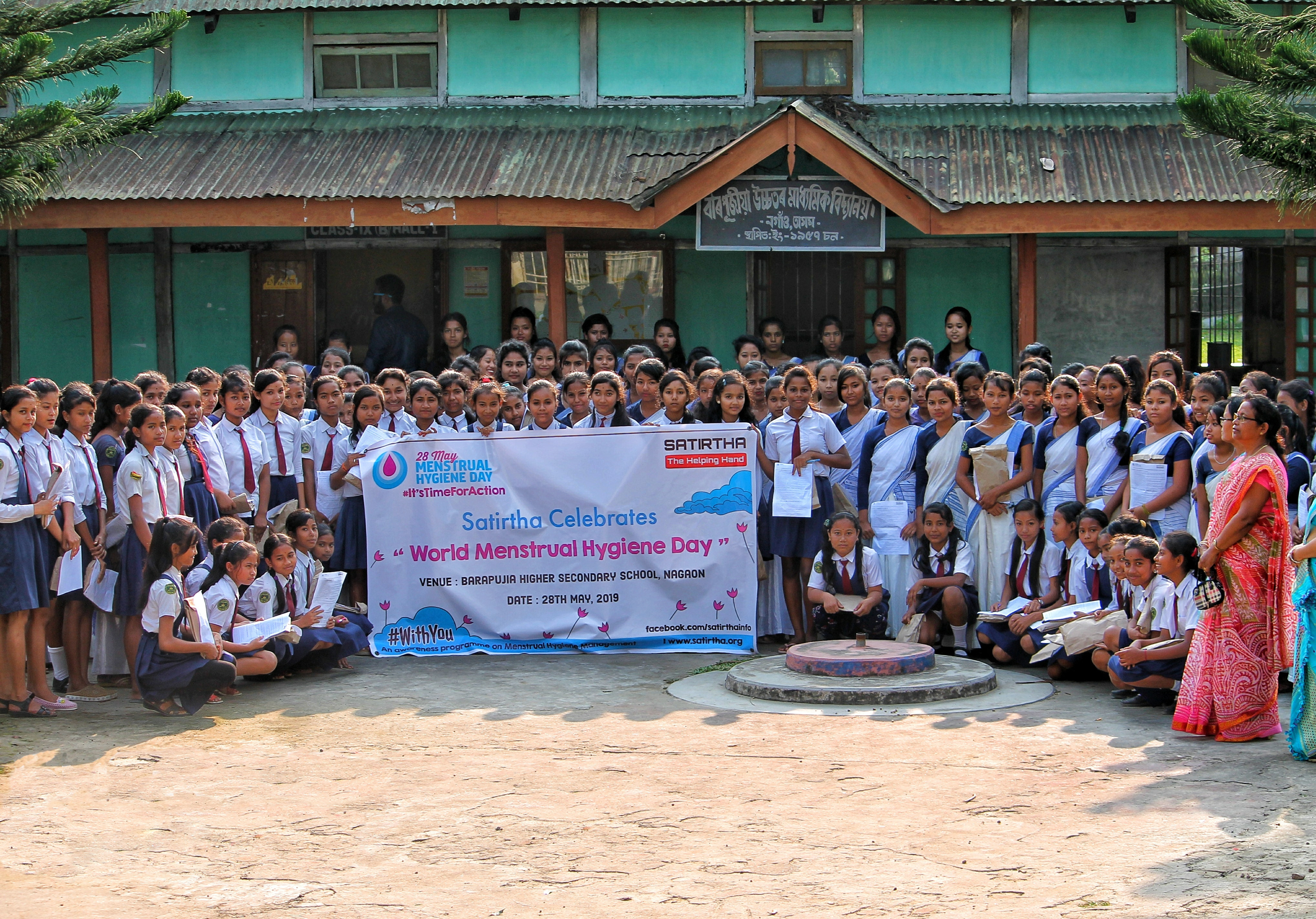
Día de la Higiene Menstrual celebrado en India, 2019.

### Inicio
En 2012 se dio el primer antecedente de una campaña orientada a visibilizar los problemas de la higiene menstrual por parte de grupos involucrados en la salud pública. En 2013 la ONG alemana Wash United lanzó una campaña digital que pretendía concientizar sobre la aplicación del agua, saneamiento e higiene (WASH) a la gestión menstrual. Se creó un hashtag #MENSTRAVAGANZA y la iniciativa en las redes sociales duró 28 días. La recepción positiva propició la creación del Día de la Higiene Menstrual el 28 de mayo, siendo el número del mes (cinco) una alusión a la duración promedio del sangrado y 28 la cantidad de días de un ciclo menstrual completo. Desde entonces, el término «menstravaganza» se utiliza para designar reuniones o actividades relacionadas con la temática, a menudo charlas a estudiantes. En 2014 se celebró por primera vez con una coalición de miembros, entre los que destacaron las organizaciones Water Aid, Save the Children, International Rescue y Plan International. El objetivo, de acuerdo a los organizadores, era evitar una perspectiva occidental en la lucha de los derechos de las mujeres y abordar la situación en los países en vías de desarrollo.

## Objetivos

Una manifestación en Uganda, 2014.

La Organización Mundial de la Salud define el Día de la Higiene Menstrual como una oportunidad para adoptar medidas en programas a nivel global, nacional y local que colaboren en «romper el silencio y crear conciencia del rol fundamental que cumple buena higiene menstrual para que mujeres y niñas alcancen su máximo potencial». Las iniciativas buscan establecer la menstruación como «proceso biológico natural», y denuncian a su vez situaciones donde mujeres y niñas vean vulnerados sus derechos humanos por motivos relacionados con su menstruo, entre ellas:
- La pérdida de dignidad por la pobreza menstrual.
- La menarquia como evento que expone a niñas al matrimonio infantil y la maternidad.
- Tradiciones y creencias sobre la menstruación que estigmaticen y violenten a las personas.
- El ausentismo y abandono escolar a raíz de malestares menstruales, carencia de insumos e infraestructura adecuada.[1]

Las actividades varían desde talleres, seminarios, discursos, campañas en medios de comunicación, proyecciones audiovisuales, marchas y exhibiciones. La difusión, sobre todo en redes sociales, tiene por objetivo la disolución del tabú sobre la menstruación. Se promueve la participación de docentes para abordar los temas en salones de clase, con contenidos pensados para la edad de cada alumno. También se recaudan fondos para la compra de insumos de higiene para sectores desfavorecidos. Además de la higiene, se tratan otros temas relacionados como el síndrome premenstrual y los dolores menstruales. A partir de 2022, el tema principal de las campañas «Making menstruation a normal part of life by 2030» planteó lograr los objetivos para 2030.

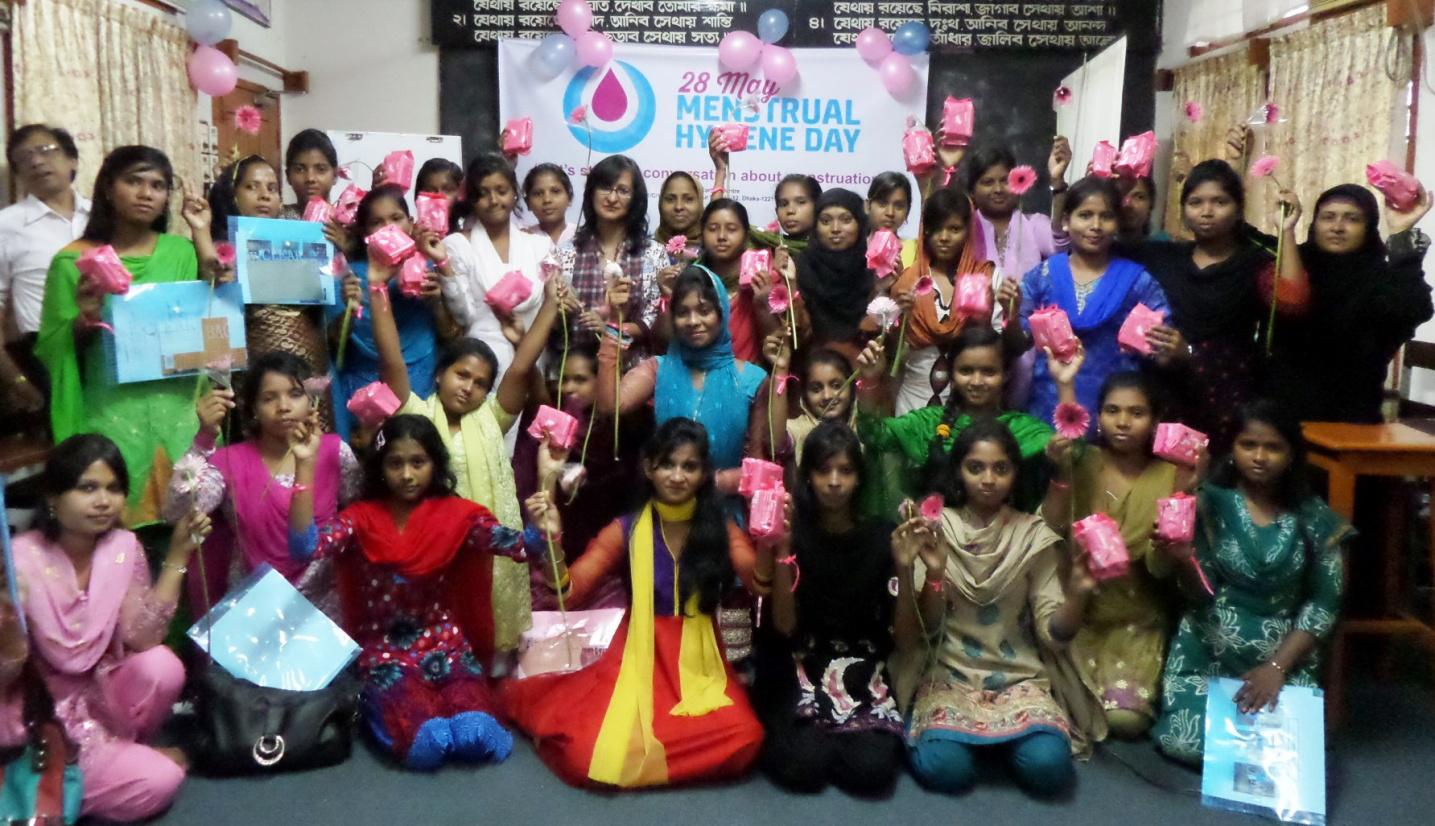
Algunas actividades incluyen charlas y entregas de insumos de higiene menstrual, sobre todo a estudiantes. Imagen evento en Bangladés, 2015.

### Menstruación y educación
Desde la educación se aborda el ausentismo escolar de las niñas derivado de la falta de insumos de higiene, instalaciones sanitarias deficientes en los colegios o por el estigma propio del ciclo menstrual. Algunos programas se enfocan en el alumnado de zonas rurales, ya que se le considera un grupo vulnerable a la deserción escolar por la carencia de recursos económicos o la pobre accesibilidad a productos menstruales.
En 2015 se utilizó el lema «Break the silence on menstruation; keep the girls at school». Unicef hospedó un evento en Malawi en el día de la Higiene Menstrual en el marco del programa Keeping Girls in School (KGIS), fundado por el Departamento de Desarrollo Internacional. El objetivo era terminar con el estigma de la menstruación y generar espacios de educación donde las participantes se sintieran cómodas de expresar dudas o dialogar sobre temas considerados tabú. Se complementó con la entrega de panfletos informativos, que se distribuyeron primero el día del evento como prueba piloto y luego durante el mes siguiente.

### Tabúes, estigmas y creencias
La celebración del día internacional busca erradicar creencias sobre la menstruación que produzcan miedo o vergüenza en mujeres y niñas, que terminen por someterlas a situaciones de vulnerabilidad o que fomenten que se las excluya o repudien de su grupo social. Existen lugares donde la menarquia puede exponer a las niñas al matrimonio infantil, formas de violencia sexual y a violaciones de la autonomía corporal. Algunas creencias o normas sociales no permiten a la mujer menstruante participar de ritos religiosos o tareas domésticas, una segregación que se cree tiene un impacto negativo y condiciona sobre todo a las adolescentes a la hora de pedir asistencia con su gestión menstrual. El total aislamiento se da en los cobertizos de menstruación. En Ghana en 2015 se brindó una charla a trescientas estudiantes de establecimientos religiosos por parte de educadores y agentes de salud.

### Insumos y saneamiento
En 2016 la Oficina del Alto Comisionado de las Naciones Unidas para los Derechos Humanos estableció un informe sobre las prioridades del programa WASH aplicadas a esta temática. Los ejes a desarrollar sobre productos y servicios son su disponibilidad, accesibilidad y asequibilidad, en conjunto con la seguridad de las personas, brindando condiciones de mayor privacidad y dignidad para gestionar la menstruación. La Oficina también realizó un llamamiento en el Día de la Higiene Menstrual y en el Día Internacional de la Mujer para la toma de acciones concretas. El problema de las instalaciones de higiene deficientes o la inaccesibilidad de productos sanitarios es otro de los aspectos que el Día de la Higiene Menstrual pretender abordar. Unicef define la pobreza menstrual como la falta de acceso a insumos de higiene por limitaciones económicas. Este fenómeno compromete la capacidad de las mujeres y niñas de disponer de productos, un lugar adecuado para su deposición, instalaciones sanitarias con agua y jabón y acceso a información básica sobre el proceso fisiológico para afrontarlo «con dignidad, sin malestares o miedo». Garantizar higiene y saneamiento se considera un aspecto fundamental para la igualdad de género. La escasez de productos y la pobre infraestructura de saneamiento también se contempla para grupos de refugiados y en emergencia humanitaria. En 2020 se trató el tema desde la perspectiva de la pandemia de COVID-19.

### Lemas
| Año  | Tema                                                                        |
| ---- | --------------------------------------------------------------------------- |
| 2015 | «Let´s end the hesitation around menstruation»                              |
| 2016 | «MENSTRUATION MATTERS to everyone, everywhere»                              |
| 2017 | «Education about menstruation changes everything»                           |
| 2018 | «#NoMoreLimits – Empowering Women and Girls Through Good Menstrual Hygiene» |
| 2019 | «Its Time for Action»                                                       |
| 2020 | «Periods in Pandemics»                                                      |
| 2021 | «Action and Investment in Menstrual Hygiene and Health»                     |
| 2022 | «Making menstruation a normal part of life by 2030»                         |
| 2023 | «Making menstruation a normal part of life by 2030»                         |